# Maerua prittwitzii
Maerua prittwitzii är en kaprisväxtart som beskrevs av Ernest Friedrich Gilg och Benedict. Maerua prittwitzii ingår i släktet Maerua och familjen kaprisväxter. Inga underarter finns listade i Catalogue of Life.